# Onosandridus plebeius
Onosandridus plebeius is een rechtvleugelig insect uit de familie Anostostomatidae. De wetenschappelijke naam van deze soort is voor het eerst geldig gepubliceerd in 1916 door Péringuey.